# Rafael Ángel Calderón Fournier

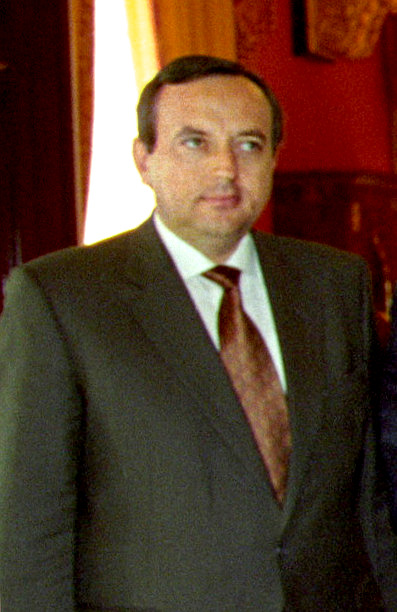
Rafael Ángel Calderón Fournier

Rafael Ángel Calderón Fournier (* 14. März 1949 in Diriamba, Nicaragua) ist ein costa-ricanischer Politiker (PUSC). Von 8. Mai 1990 bis 8. Mai 1994 war er Präsident Costa Ricas. Dieses Amt hatte bereits sein Vater, Rafael Ángel Calderón Guardia, von 1940 bis 1944 bekleidet. 
Sein Taufpate war Nicaraguas Diktator Anastasio Somoza Debayle.
Bis Calderón Fournier 1976 die Partido Republicano Calderonista gründete, war er Mitglied der Partido Unificación Nacional. 1983 gründete er die Partido Unidad Social Cristiana. 
Calderón wurde im Oktober 2004 in Untersuchungshaft genommen, da er der Korruption verdächtigt wurde. 2005 wurde er aus der Untersuchungshaft entlassen.
2009 war er wiederum Kandidat der Partido Unidad Social Cristiana für die Präsidentschaftswahlen 2010. Er zog allerdings seine Kandidatur zurück, nachdem er wegen der Korruptionsvorwürfe im Oktober 2009 von einem Gericht in Costa Ricas Hauptstadt San José zu 5 Jahren Haft verurteilt wurde. Er wurde zusammen mit sieben weiteren Mitangeklagten für schuldig befunden, für den Kauf von Medizinprodukten in Finnland zu Lasten des staatlichen Sozialversicherers insgesamt acht Millionen US-Dollar Schmiergelder erhalten zu haben. Das oberste Berufungsgericht verkürzte die verhängte Haftstrafe im Mai 2011 auf drei Jahre und sprach eine Bewährungsfrist von fünf Jahren aus.